# Acuario de Nueva York
El Acuario de Nueva York (en inglés: New York Aquarium) es el acuario más antiguo  operando continuamente en los Estados Unidos, que abrió en Castle Garden en Battery Park, en Manhattan en 1896. Desde 1957, se ha situado en el paseo marítimo de Coney Island, Brooklyn. El acuario es administrado por la Wildlife Conservation Society (WCS), como parte de su sistema integrado de cuatro zoológicos y un acuario. Está acreditado por la Asociación de Zoológicos y Acuarios (AZA).
La instalación ocupa 14 hectáreas y cuenta con más de 350 especies de fauna acuática. Su misión es aumentar la conciencia pública acerca de los problemas que enfrenta el océano y sus habitantes con exhibiciones especiales, eventos públicos y de investigación.